# 王崇慶
王崇慶（1483年—1565年），字德徵，號端溪，直隸大名府開州（今河南濮陽縣）人，明朝政治人物、學者。官至南京吏部尚書。時人稱端溪先生。

## 生平
王崇慶為州學增廣生，治《書經》，正德二年（1507年）中式丁卯科順天府鄉試第十四名舉人，正德三年（1508年）聯捷戊辰科會試第五十六名，第二甲第九十三名進士。授戶部主事，因在朝諫言得罪，下錦衣衛，正德六年九月謫官廣東德慶州壽康驛丞，升登州府同知。正德十六年（1521年）二月升江西按察司僉事，嘉靖二年（1523年）二月升山西左參議，三年三月升山西副使，五年十一月母病乞歸。八年任河南按察使，不久改官遼東苑馬寺卿，十年二月致仕。二十年三月科道舉薦，准復職敘用。改任陝西行太僕寺卿，二十五年二月升四川右布政使，二十六年六月升南京太常寺卿，升工部右侍郎，二十七年七月改任禮部右侍郎，二十八年二月升禮部左侍郎，二十九年四月升南京戶部尚書，三十一年九月改任南京禮部尚書，三十四年二月改任南京吏部尚書，三月致仕。

## 著作
著有《周易議卦》、《五經心義》、《端溪文集》、《南京戶部志》二十卷。嘉靖十三年（1534年）主持編修《開州志》，十月書成。

## 家族
曾祖王佑。祖王琮。父王綸，弘治進士、官沁州知州。母侯氏。弟王崇壽。有子王田。